# داریوش شجاعیان
داریوش شجاعیان (زادهٔ ۱۸ فروردین ۱۳۷۱) بازیکن فوتبال اهل ایران است که در پست هافبک هجومی  برای باشگاه فوتبال شمس آذر در لیگ برتر خلیج فارس بازی می‌کند.

## فوتبال باشگاهی

### فجر سپاسی
شجاعیان از سال ۱۳۸۲ پس از گذراندن هفت سال در آکادمی تیم ولی عصر شیراز کار حرفه‌ای خود را با تیم فجر سپاسی در لیگ برتر خلیج فارس آغاز کرد. اما پس از اینکه در فصل ۸۹–۸۸ به او بازی نرسید، باشگاه را ترک کرد و به تیم بهمن شیراز در لیگ دسته سوم فوتبال ایران پیوست.

### استقلال

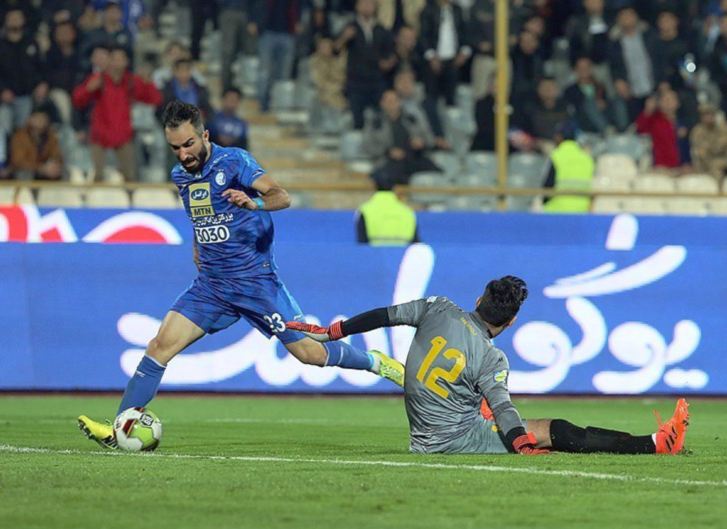
شجاعیان در حال دربیل زدن دروازه‌بان صنعت نفت آبادان سال ۲۰۱۸

وی در فصل نقل و انتقالات ۹۶–۹۷ با قراردادی سه ساله به باشگاه استقلال تهران پیوست.

#### فصل ۲۰۱۷–۲۰۱۸
شجاعیان اولین پاس گل را در بازی رفت استقلال و تراکتورسازی (لیگ ۱۳۹۶–۱۳۹۷) داد که سرور جپاروف توانست آن را گل کند و استقلال ۱–۰ در برابر تراکتورسازی به پیروزی رسید؛ و نخستین گلش برای استقلال را در بازی با سپیدرود رشت در هفته هشتم مسابقات لیگ برتر خلیج فارس به ثمر رساند؛ شجاعیان در اولین فصل حضور خود در این تیم عملکرد خوبی از خود به نمایش گذاشت وی در بیشتر نتایج این تیم تأثیرگذار بود.

#### مصدومیت
شجاعیان در مسابقهٔ رفت استقلال و ذوب آهن در لیگ قهرمانان آسیا دچار مصدومیت پارگی رباط صلیبی شد که باعث دوری  یکساله او از مسابقات شد و جام جهانی را از دست داد.

#### فصل ۲۰۱۸–۲۰۱۹
وی نیم فصل اول را به دلیل مصدومیت از دست داد و در نیم فصل دوم به تیم اضافه شد.

#### فصل ۲۰۱۹–۲۰۲۰
وی در بازی برابر ماشین‌سازی در هفته اول لیگ نوزدهم اولین بازی خود برای استقلال در فصل جدید را انجام داد.

### هوادار
شجاعیان در آبان ۱۴۰۰ به تیم هوادار تهران پیوست.
اولین گل شجاعیان برای تیم هوادار در بازی برابر پرسپولیس در هفته پنجم لیگ برتر بود که شجاعیان دقیقه ۸۰ با ضربه پنالتی به ثمر رساند.

## آمار حرفه‌ای

### باشگاهی
تا تاریخ ۲۵ ژوئیه ۲۰۲۱
| باشگاه            | لیگ               | فصل               | لیگ  | لیگ | جام حذفی | جام حذفی | آسیا | آسیا | مجموع | مجموع |
| باشگاه            | لیگ               | فصل               | بازی | گل  | بازی     | گل       | بازی | گل   | بازی  | گل    |
| ----------------- | ----------------- | ----------------- | ---- | --- | -------- | -------- | ---- | ---- | ----- | ----- |
| بهمن شیراز        | لیگ آزادگان       | ۲۰۱۰–۲۰۱۵         | ۶۶   | ۱۵  | ۰        | ۰        | _    | _    | ۶۶    | ۱۵    |
| مجموع بهمن شیراز  | مجموع بهمن شیراز  | مجموع بهمن شیراز  | ۶۶   | ۱۵  | ۰        | ۰        | _    | _    | ۶۶    | ۱۵    |
| گسترش فولاد       | لیگ برتر          | ۲۰۱۵–۲۰۱۶         | ۲۹   | ۵   | ۱        | ۰        | _    | _    | ۳۰    | ۵     |
| گسترش فولاد       | لیگ برتر          | ۲۰۱۶–۲۰۱۷         | ۲۹   | ۲   | ۱        | ۰        | _    | _    | ۳۰    | ۲     |
| مجموع گسترش فولاد | مجموع گسترش فولاد | مجموع گسترش فولاد | ۵۸   | ۷   | ۲        | ۰        | _    | _    | ۶۰    | ۷     |
| استقلال           | لیگ برتر          | ۲۰۱۷–۲۰۱۸         | ۲۴   | ۴   | ۳        | ۱        | ۷    | ۰    | ۳۴    | ۵     |
| استقلال           | لیگ برتر          | ۲۰۱۸–۲۰۱۹         | ۱۵   | ۰   | ۰        | ۰        | ۴    | ۰    | ۱۹    | ۰     |
| استقلال           | لیگ برتر          | ۲۰۱۹–۲۰۲۰         | ۷    | ۱   | ۲        | ۱        | ۰    | ۰    | ۹     | ۲     |
| استقلال           | لیگ برتر          | ۲۰۲۰–۲۰۲۱         | ۱۷   | ۰   | ۱        | ۰        | ۴    | ۰    | ۲۲    | ۰     |
| مجموع استقلال     | مجموع استقلال     | مجموع استقلال     | ۶۳   | ۵   | ۶        | ۲        | ۱۵   | ۰    | ۸۴    | ۷     |
| مجموع آمار        | مجموع آمار        | مجموع آمار        | ۱۸۷  | ۲۷  | ۸        | ۲        | ۱۵   | ۰    | ۲۱۰   | ۲۹    |

- آمار پاس گل

| فصل       | تیم        | پاس گل |
| --------- | ---------- | ------ |
| ۲۰۱۵–۲۰۱۶ | گسترش‌فولاد | ۵      |
| ۲۰۱۶–۲۰۱۷ | گسترش‌فولاد | ۵      |
| ۲۰۱۷–۲۰۱۸ | استقلال    | ۶      |
| ۲۰۱۸–۲۰۱۹ | استقلال    | ۰      |
| ۲۰۱۹–۲۰۲۰ | استقلال    | ۲      |
| ۲۰۲۰–۲۰۲۱ | استقلال    | ۰      |
| مجموع     | مجموع      | ۱۸     |

### ملی
تا تاریخ ۲۶ نوامبر ۲۰۱۷
| تیم ملی فوتبال ایران | تیم ملی فوتبال ایران | تیم ملی فوتبال ایران |
| سال                  | بازی                 | گل                   |
| -------------------- | -------------------- | -------------------- |
| ۲۰۱۶                 | ۳                    | ۰                    |
| مجموع                | ۳                    | ۰                    |

## فوتبال ملی

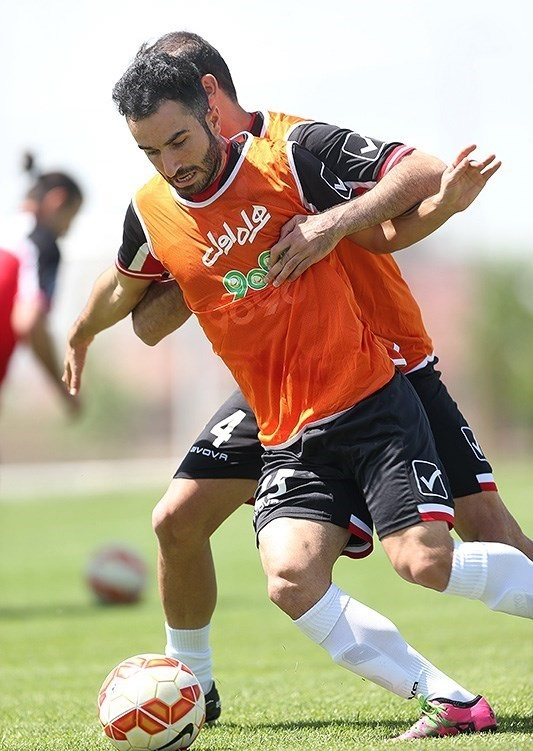
داریوش شجاعیان در تمرینات تیم ملی فوتبال ایران

شجاعیان اولین بار در اسفند سال ۱۳۹۴، با نظر کارلوس کیروش برای همراهی در دیدار برابر هند و عمان به اردوی تیم ملی دعوت شد. شجاعیان در بازی با هند در تاریخ ۵ فروردین ۱۳۹۵، برای اولین بار در ترکیب تیم ملی برای دقایقی در نیمه دوم به میدان رفت.
شجاعیان یکی از نفرات انتخابی برای بازی در جام جهانی  ۲۰۱۸ روسیه بود اما به دلیل مصدومیت در ترکیب نهایی برای جام جهانی قرار نگرفت.

## افتخارات

### استقلال
- جام حذفی فوتبال ایران: ۲۰۱۷–۲۰۱۸

### فردی
- بهترین هافبک راست سال ۱۳۹۶ در نوروز فوتبالی
- تیم منتخب سال ۱۳۹۶ نوروز فوتبالی